# Faina Siwanbajewa
Faina Siwanbajewa (russisch Фаина Сиванбаева; * 8. November 1992) ist eine kasachische Gewichtheberin.

## Karriere
Siwanbajewa erreichte bei den Junioren-Weltmeisterschaften 2011 den vierten Platz. Bei den Junioren-Asienmeisterschaften im selben Jahr gewann sie Bronze. 2012 wurde sie bei den Aktiven bei den Asienmeisterschaften Fünfte in der Klasse bis 63 kg. Am Ende des Jahres wurde sie allerdings bei einer Dopingkontrolle positiv auf Stanozolol getestet und vom Weltverband IWF für zwei Jahre gesperrt. Nach ihrer Sperre gewann sie bei den Asienmeisterschaften 2015 in Phuket die Bronzemedaille.